# Ariyankuppam
Ariyankuppam est une ville du territoire de Pondichéry en Inde. Ce territoire faisait partie de l'empire colonial français. Les rues d'Ariyankuppam sont sur le même modèle que celles de Pondichéry, perpendiculaires et parallèles.

## Histoire
Ariyankuppam était d'abord un ancien village de pêche, qui a d'ailleurs commercé avec l'Empire romain. Avec la découverte de l'Inde par Vasco de Gama, les relations avec l'Occident se sont extrêmement développées. Des comptoirs hollandais, portugais, anglais, français et même allemands virent le jour. Au fur et à mesure, le Royaume-Uni pris l'ascendant sur toutes les autres puissances et pris le contrôle du sous-continent indien, mais les Français avaient tout de même gardé leurs comptoirs. C'est pourquoi on explique aujourd'hui la présence d'une diaspora indienne originaire d'Ariyankuppam en France, ainsi que de la présence de nombreux ressortissants français.

## Démographie
D'après les données de 2001, la population d'Ariyankuppam s'élèverait à environ 50000 individus, mais avec la forte natalité que connaît l'Inde ce chiffre semble être totalement dépassé. On constate qu'environ 10 % de la population a moins de six ans. La majorité de la population est hindoue. On trouve aussi de forte minorité chrétienne vers le centre-ville ainsi qu'une très faible population musulmane. Les quartiers situés vers les littoraux sont contrôlés par des groupes organisés localement, utilisant la force; on peut avoir tendance à les qualifier de mafia. Les groupes nationalistes en opposition avec le Parti du Congrès sont très présent.

## Économie
Même si la ville est en périphérique, effacé par Pondy, Ariyankuppam connaît un développement économique sans précédent. Sur le littoral, la pêche s'est beaucoup développée grâce à une forte demande due à la forte natalité. Les commerces poussent un peu partout, surtout sur la route principale menant à la plage. Ces commerces se sont beaucoup modernisés ; on voit même apparaître des cybercafés avec un matériel haut de gamme. L'essor de ces commerces est dû à la présence de temples hindous sur le littoral, ainsi qu'aux flux d'investissements générés par la diaspora indienne basée à l'étranger. A la périphérie d'Ariyankuppam, on trouve des endroits très peu urbanisés, où la population vit de la culture de riz, de l'élevage et de la culture de noix de coco.